# 쓰가루 (열차)
쓰가루(일본어: つがる)는 아키타역·오다테역-아오모리역간을 운행하는 동일본 여객철도의 특급 열차의 이름이다. 전 구간 오우 본선을 경유한다.
이 문서에서는 우에노역 - 아오모리 역간을 운행하는 급행 쓰가루(津軽)에 대해서도 다룬다.

## 개요
특급 쓰가루는 2002년 12월에 도호쿠 신칸센 모리오카역 - 하치노헤역 구간의 시각표 개정으로 모리오카-아오모리 구간을 운행하던 특급 하쓰가리 호, 슈퍼 하쓰가리 호를 대신하여 하치노헤-아오모리·히로자키 구간에서 운행되기 시작했다.
2010년 12월 4일의 시각표 개정으로 도호쿠 신칸센이 신아오모리역까지 연장되면서 아키타·오다테-아오모리 구간을 운행한다.
또한, 1954년 0월부터 1997년 1월까지 우에노-아오모리 구간을 운행하던 특급 '쓰가루'의 명칭을 사용하기 시작했다.

### 열차명의 유래
아오모리시를 포함한 아오모리현 서부 지방의 명칭에서 유래했다. 하치노헤-하코다테구간을 운행하는 특급의 명칭 일반 공모전에서는 2위에 올라 있었다.

## 특급 '쓰가루'
2002년 12월 1일에 도호쿠 신칸센 하치노헤 역 영업 개시부터 2010년 12월 3일 신아오모리 역 영업 개시까지는 하치노헤-히로자키 구간에서 하행 6편, 상행 5편이 3왕복 운행되고 있었다. 또, 하치노헤 역에서는 신칸센 하야테와 중련하는 시각표를 구성중이었다. 쓰가루 6호는 토요일을 중심으로 히로자키→아오모리 구간에서 연장 운행되고 있다.
당초 운행을 시작할 때에는 매일 운행하기로 하였으나, 수요가 적어 현재와 같은 시각표로 개정이 되었다.
또, 아오모리 네부타 축제, 히로자키 네부타 축제때는 쓰가루 29호(2003년-2005년에는 25호)가 관광객 수송을 위해서 히로자키→아키타 구간을 임시로 연장 운행하고 있었다.
히로자키 발착 열차가 폭설 등으로 대폭 지연될 경우, 아오모리→히로자키 구간은 운행이 취소되는 경우가 있었다. 이 경우, 운휴 구간은 701계 전동차가 대신 주행하거나, 또는 출발 시각에 근접하게 가모지가가 나미오카역에 임시로 정차하는 등 운휴 열차의 대체로 이용되는 경우가 있었다.
2010년 12월 4일에 도호쿠 신칸센 신아오모리역이 영업을 개시하면서 특급열차의 개편이 이뤄졌는데, 특급 이나호, 가모지가 호를 통합, 아키타-아오모리 구간을 운행하기 시작했다. 정기 열차는 4왕복, 임시열차는 오다테-아오모리 구간의 2왕복이 있다. 이때, 오다테 행 1편은 아오이모리 철도선 아사무시 온천역에서 발차하거나 아오이모리 철도선내에서 쾌속열차로 운행된다.

### 정차역

#### 2010년 12월 3일까지
아키타역 - (미자와 역) - (노헤지역) - (아사무시 온천역) - 아오모리역 - (나미오카역) - 히로자키 역
- 괄호 안의 역은 일부 열차만 정차함.

#### 2010년 12월 4일 이후
아키타역 - 하치로가타역 - 모리타케역 - 히가시노시로역 - 후타쓰이역 - 다카노스역 - 오다테역 - 이카리가세키역 - 오와니 온천역 - 히로자키 역 - 신아오모리역 - 아오모리역
- 신아오모리-아오모리 구간은 보통열차 자유석에 한하여 특급권이 불필요하다. 센슌 18깃푸, 홋카이도&히가니시혼 패스에는 이 특례가 적용되지 않는다. 자세한 사항은 특급권을 참조.

### 사용 열차·편성
2010년 12월 4일부터 아오모리 차량센터에 소속된 485계 3000번대 4량 편성이 사용되기 시작했다. 오다테 역에서 발착하는 열차(51호-54호)는 아키타 차량센터에 소속된 485계 1000번대 3량편성이 사용되고 있다.
2010년 12월 3일까지는 동일본 여객철도의 아오모리 차량센터에 소속된 485계 3000번대와 E751계 전동차와 홋카이도 여객철도의 하코다테 운전구에 소속된 789계 전동차가 사용되었었다.485계는 2006년 3월 18일부터 3000번대로 사용되었고, 하행은 17·27·34호, 상행은 16호로 지정되었다. 또한 승객이 많을 때는 운행중인 임시 '쓰가루'는 전 차량이 운행되었었다.
E751계는 검사 등을 이유로 485계 6량편성이 대신 주행하는 경우가 있었지만, 대신 주행하는 열차는 임시 열차가 아니었으므로 최고속도 120km/h로 운행되는 시각표를 짜고 있었다. 다만, E751계 가 검사 등을 이유로 2편성이 운행에 투입되지 못하면, 최고속도 130km/h의 E751계로의 운행을 염두에 둔 시각표에서도 485계를 충당하기 위해, 하치노헤-아오모리 구간에서 약 10분의 지연이 발생했다.
789계는 특급 '슈퍼 하쿠초 호'와의 호환 문제로 6호만 충당되었다.

### 운행되는 열차의 소속 지구
- 아키타-아오모리 간 (1-8호) : 아키타 운전구·아오모리 운전구
- 오다테-아오모리 간 (51-54호) : 히로자키 운전구

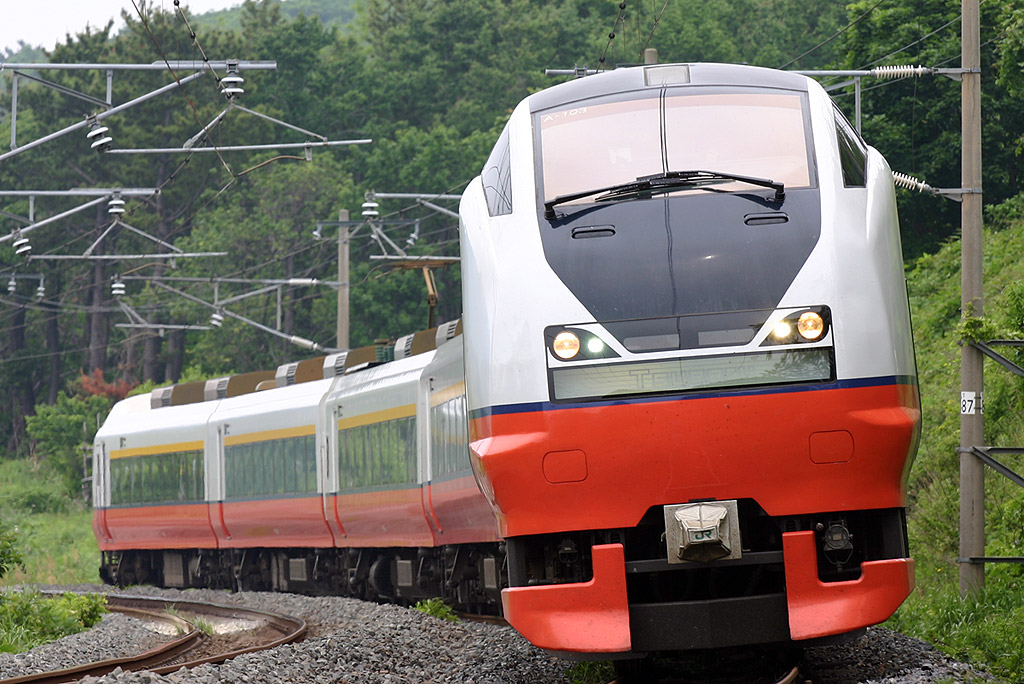
E751계 '쓰가루'
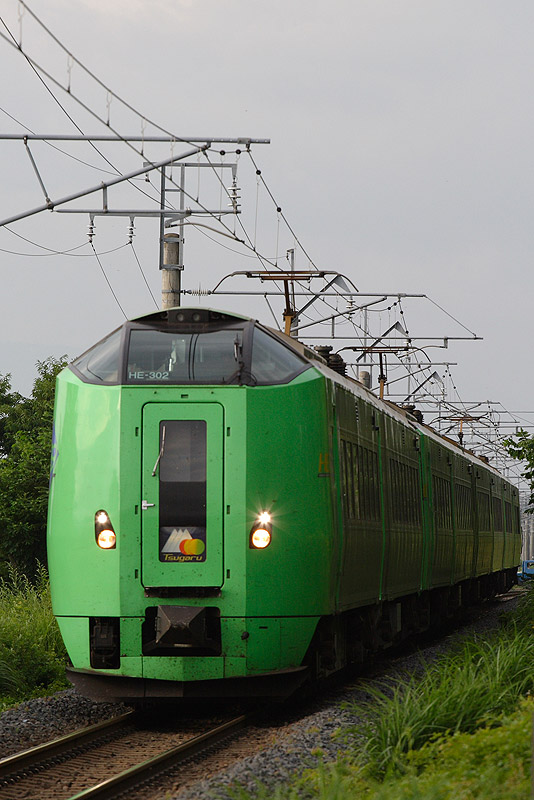
상행 1편성으로만 설정된 789계 '쓰가루'
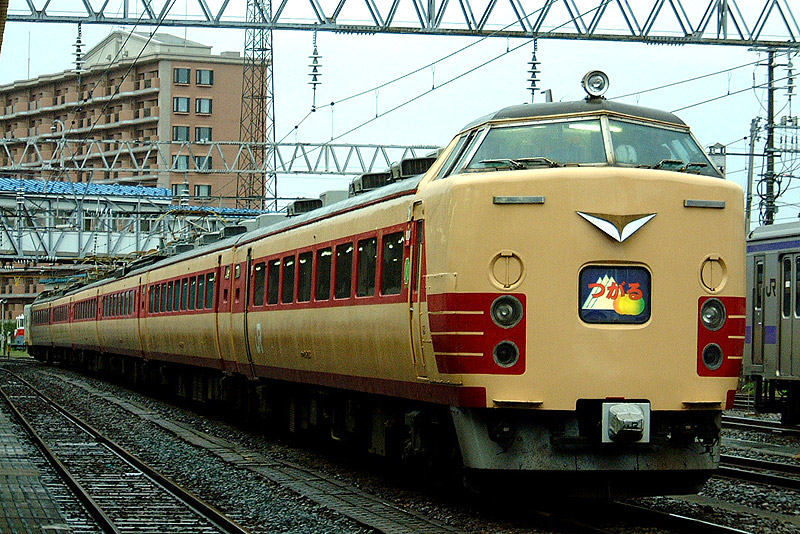
일찍이 사용된 485계 국철 도색 '쓰가루'

### 연혁
- 2002년 12월 1일 : 도호쿠 신칸센 하치노헤 역 영업 개시로 시각표가 개정되어 변화가 생김.
  - 모리오카-아오모리·하코다테 간의 특급 '하쓰가리'·'슈퍼 하쓰가리'가 폐지됨.
  - 하치노헤-아오모리·히로자키 간의 쓰가루와 하치노헤·아오모리-하코다테 간의 특급 '하쿠초'·'슈퍼 하쿠초'의 운행이 개시됨.
- 2003년 8월 2일 : 2002년까지 아키타-아오모리 구간에서 운행되던 임시열차 '네부타'를 계승하는 형태로, 쓰가루 25호(현재 29호)를 히로자키까지 연장 운행하기 시작함. 이후로 매년 8월 2일부터 8월 6일까지 운행함.
- 2006년 3월 18일 : '슈퍼 하쿠초'의 호환으로 쓰가루 상행 1편이 789계로 운행되기 시작함.
- 2007년 3월 18일 : 쓰가루 전 좌석이 금연석으로 지정.
- 2009년 3월 21일 : 특급 '하쓰가리' 탄생 50주년을 기념하기 위해 아오모리-하코다테 구간에서 단체 임시 특급 '하쓰가리'(485계 3000번대 6량 편성)이 운행된다.
- 2009년 12월 5일 : 도호쿠 신칸센 신아오모리 역 영업 개시 캠페인의 일환으로써 특급 '그리운 하쓰가리'호가 운행됨. 583계 6량 편성으로 전 좌석 지정석임. 하치노헤 12시 48분발, 아오모리 13시 54분착.
- 2010년 10월 18일 : '미야기노 화물선 답사 아오모리 행 특급은 하쓰가리의 승객'호가 우에노-아오모리(미야기노 화물선 경유) 구간을 운행.
- 2010년 12월 4일 : 도호쿠 신칸센 신아오모리 역 영업 개시로 시각표가 개정되어 운행 구간이 아키타·오다테-아오모리 구간으로 변경. 또한, 485계 3000번대가 도입됨.
- 2011년 4월경 : 485계 3000번대를 대신해 E751계 4량이 운행을 개시함.[2]

## 급행 '쓰가루'
급행 '쓰가루'는 1954년 10월부터 우에노-아오모리 간을 조에쓰선·우에쓰 본선을 경유하는 임시 야간급행열차로 운행을 시작했다. 1956년 11월에 도호쿠 본선·오우 본선을 경유하는 형태로 바뀌었고, 정기 열차화되었다. 1965년 10월엔 2왕복 체제가 되었지만, 1982년 11월에 1왕복이 특급 아케보노로 넘어가고, 1993년에 임시 열차화되어 결국 1997년 1월에 폐지된다.
1950년대부터 1960년대까지는, 도호쿠 지방에서 도쿄 방면으로 객지벌이나 집단취직이 번성하였지만, 오우 본선 일대(야마가타현·아키타현·아오모리현 서부 지방)지역에서는 오랫동안 이 노선을 달리던 우등 열차는 쓰가루 뿐이었고, 집단취직 열차나 장거리 우등 열차로 상경한 사람들에게는 돌아갈 때 이 열차를 타고 돌아가야만 했으므로 어느새 매스컴에서는 쓰가루 호를 출세 열차라 불렀다.

### 사용 차량
- 10계 객차 : 1956년 11월 - 1982년 11월
- 12계 객차 : 1978년 12월 - 1982년 11월
- 20계 객차 : 1982년 11월 - 1983년 6월
- 14계 객차 : 1983년 7월 - 1990년 8월
- 583계 전동차 : 1990년 9월 - 1992년 6월,1993년 10월 - 1997년 1월
- 485계 전동차 : 1992년 7월 - 1993년 9월

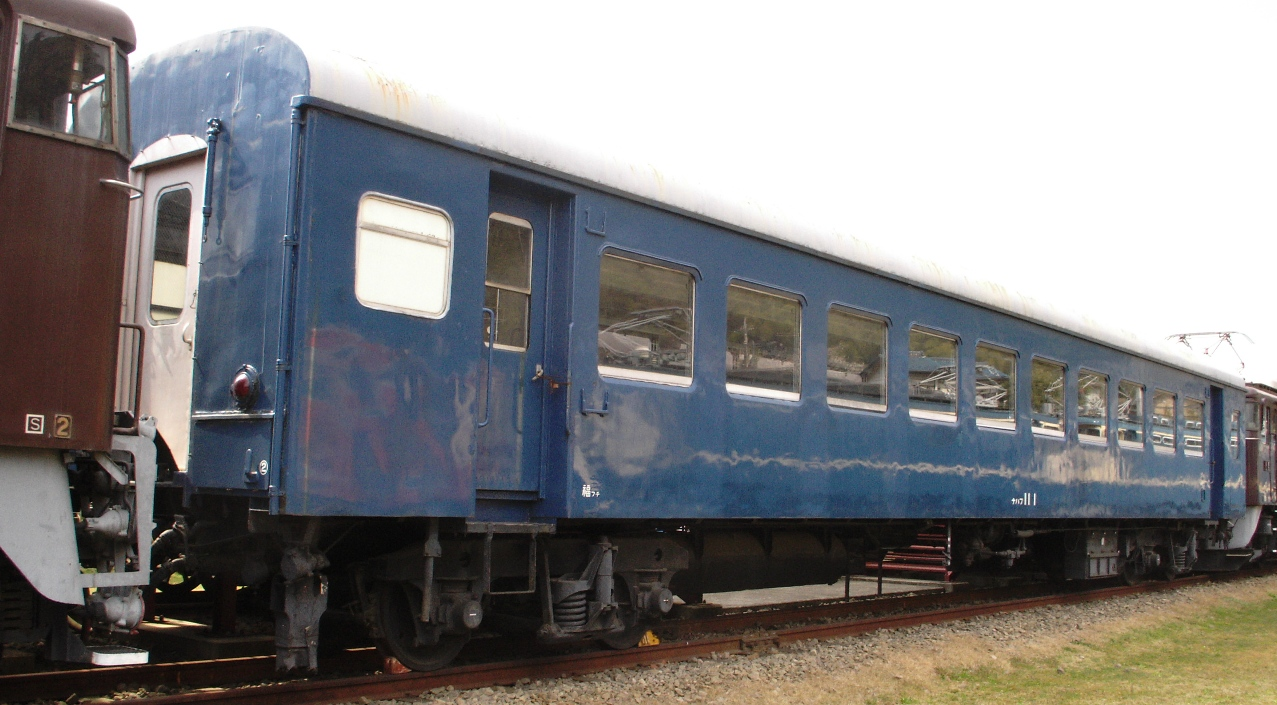
10계 객차
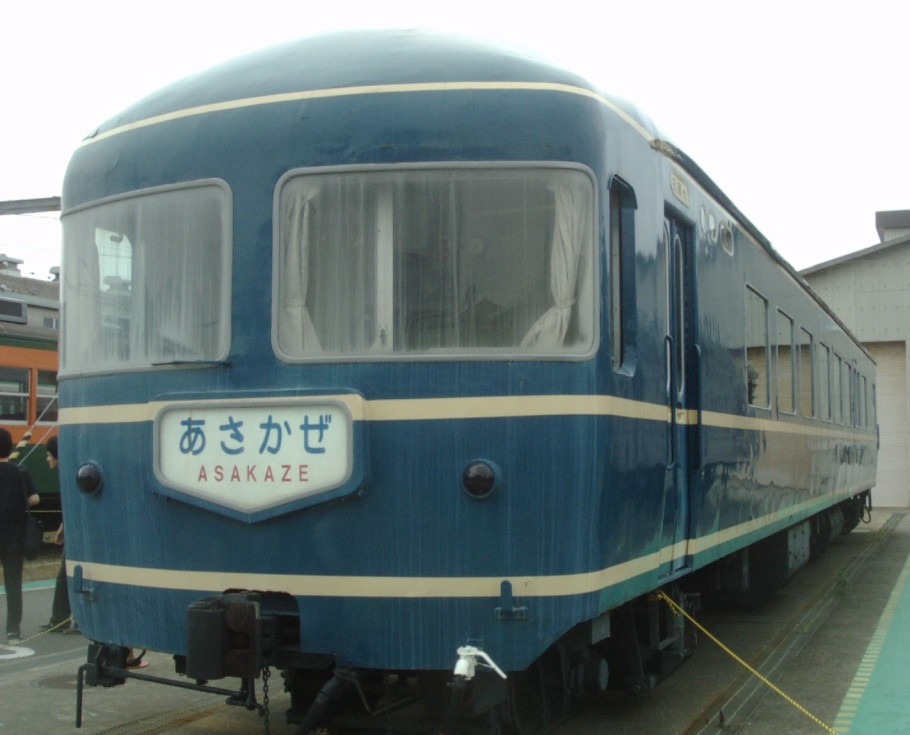
20계 객차
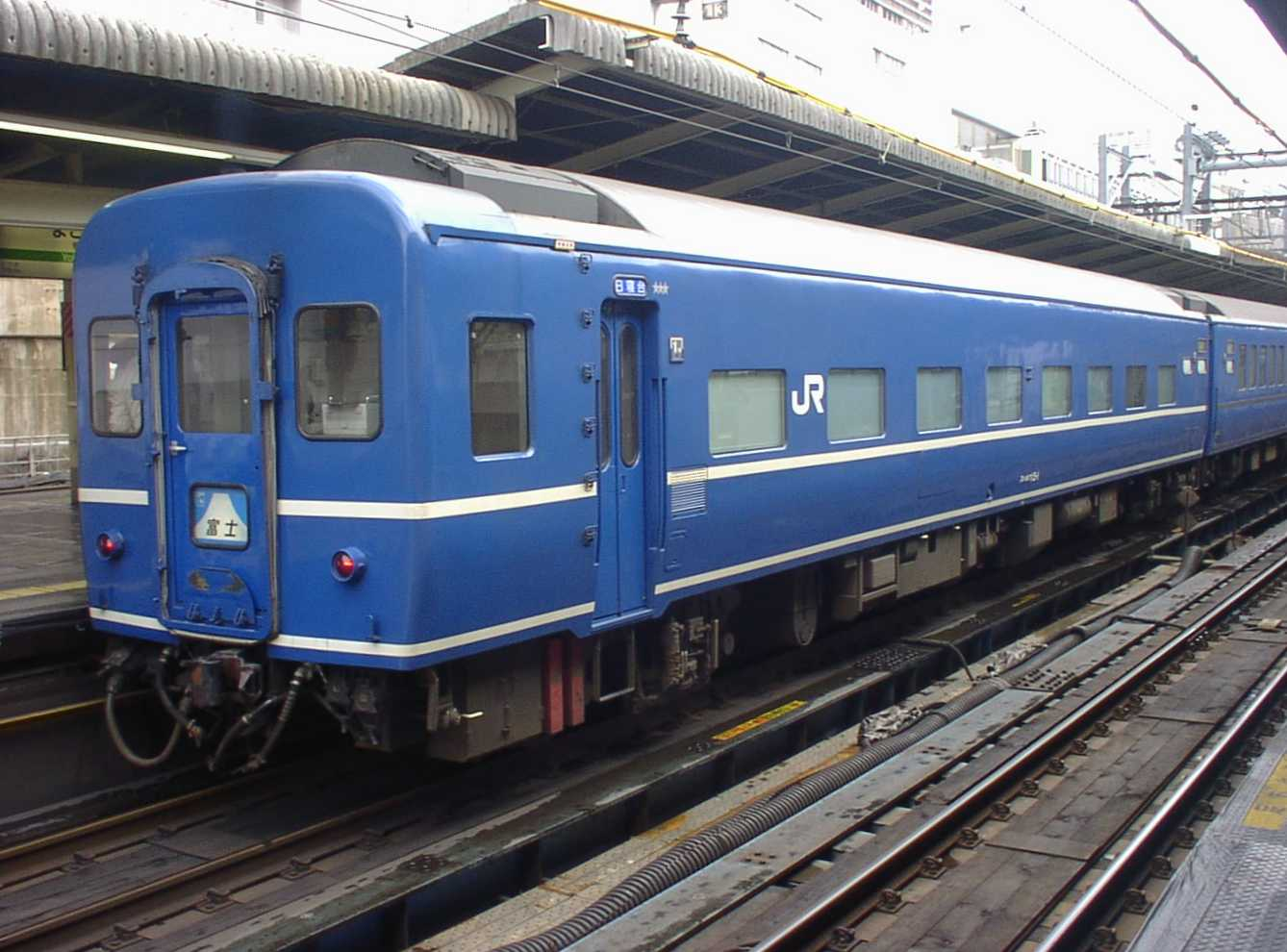
14계 객차
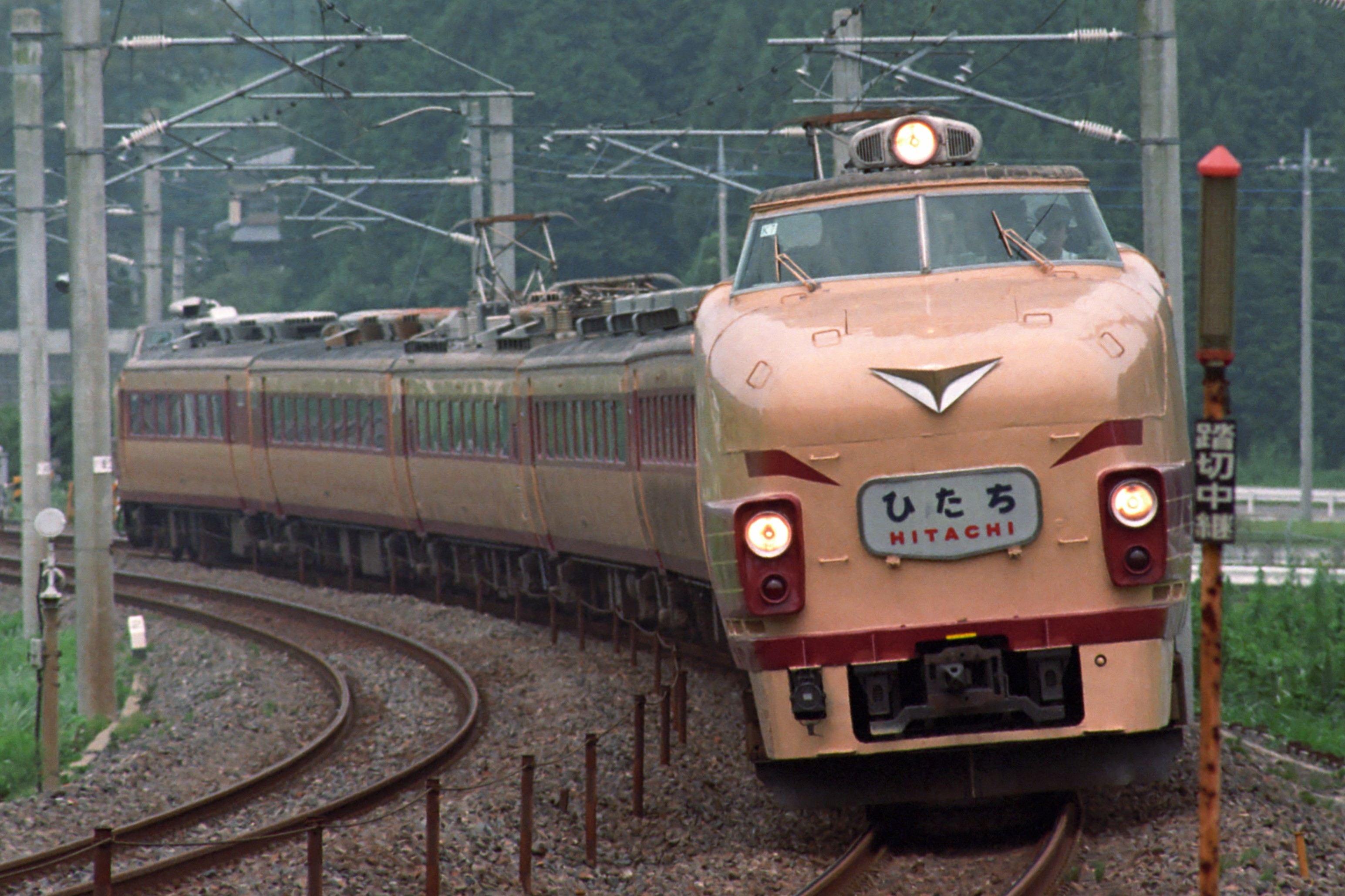
485계 전동차

### 연혁
- 1954년 10월 : 우에노-아오모리 구간을 조에쓰선·우에쓰 본선을 경유하여 연결하는 임시 야간급행열차 쓰가루가 영업을 개시함.
- 1956년 11월 : 도호쿠 본선·오우 본선을 경유하는 노선으로 변경, 정기 열차화됨.
- 1965년 11월 : 급행 '오가 호' 1왕복을 아오모리까지 연장, 쓰가루 호로 명칭을 변경함. 2왕복 체제가 됨.

- 1990년대 전반 번망기까지는 우에노-히로자키 구간을 1-2왕복으로 임시 운행한다.
- 1978년 10월 : 보통 좌석차를 구형객차에서 12계 객차로 변경.(침대 객차는 10계로 변경)
- 1980년 10월 : 그린차 연결이 폐지됨.
- 1982년 11월 15일 : 2왕복 중 1왕복이 아케보노 호로 흡수됨. 남은 1왕복 차량을 20계 객차로 변경.
- 1983년 7월 1일 : 차량을 20계에서 14계로 변경한다.

- 혼잡이 계속되어 '쓰가루'와 계절 급행 오가 호의 차량을 교환해 간신히 사태를 막았지만, 쓰가루로부터의 침대차 연결이 중지되었다.
- 1984년 2월 1일 : 10량 편성중 4량이 좌석차에서 침대차로 변경된다.
- 1985년 3월 14일 : 차량을 전 차량 좌석차량으로 재도입한다.
- 1990년 9월 1일 : 차량을 14계 객차부터 583계 전동차로 변경함. 또한, 야마가타 신칸센 공사 문제로 후쿠시마-센다이 구간을 도호쿠 본선·센잔 선을 경유하는 노선으로 변경함.
- 1992년 7월 1일 : 차량을 국철 485계로 변경함.
- 1993년 10월 1일 : 사용 차량을 485계에서 583계로 변경함.
- 1993년 12월 1일 : 특급 '쓰가루'가 임시 열차화 된다.
- 1997년 1월 : 이 때를 마지막으로, 특급 '쓰가루'기 폐지됨.
- 2001년 12월 29일 (하행 우에노 발)·2002년 1월 3일 (상행 아오모리 발) : 임시열차 '그리운 쓰가루'를 리쿠우토 선 경유로 14계 객차를 이용하여 재운행함.